# Mezőviszolya
Mezőviszolya (románul: Visuia) település Romániában, Erdélyben, Beszterce-Naszód megyében.

## Fekvése
Budatelke délkeleti szomszédjában, Mezőkecsed, Mezőköbölkút közt fekvő település.

## Története
Mezőviszolya, Viszolya Árpád-kori település. Nevét már 1296-ban említette oklevél, mikor Kán nemzetségbeli László erdélyi vajda Wyzula birtokot a káptalannak adta cserébe (Er I. 546).
1329-ben ad metas terre capituli ... a t. Wyzulya ... cca silvam Wyzulya ... t. Wyzuliateleke néven volt említve mint az erdélyi káptalan birtoka, Szilvás és Budatelke határosa. (Gy 3: 379).
1360 körül Wyzula néven említették, 1465-ben pedig plébánosával kapcsolatban: plebanus de Wezalya néven fordult elő.
1515-ben p. Wyzolya, 1506-ban az idevaló bíró Jankó Gál, 1506-ban, majd 1515-ben a káptalan Wyzolya-i jobbágya: Székly Mihály (Széki Mihály) neve volt említve, aki jelen volt több szomszédsági iktatáson.
1587-ben Vyzolya, Keobeoollkwtt, Wylak néven, 1638-ban viszolya néven említették az oklevelekben.
1639-ben Wiszolya alakban I. Rákóczi György birtokaként volt említve.
1733-ban Viszuja, 1750-ben Viszua, 1760–2-ben Viszollya, 1808-ban Viszolya h., Zsiszulye val., 1913-ban Mezőviszolya néven írták.
A trianoni békeszerződés előtt Kolozs vármegye Mezőörményesi járásához tartozott.
1910-ben 860 lakosából 24 magyar, 9 német, 793 román, 34 cigány volt, melyből 826 görögkatolikus, 22 református, 9 izraelita volt.

## Források

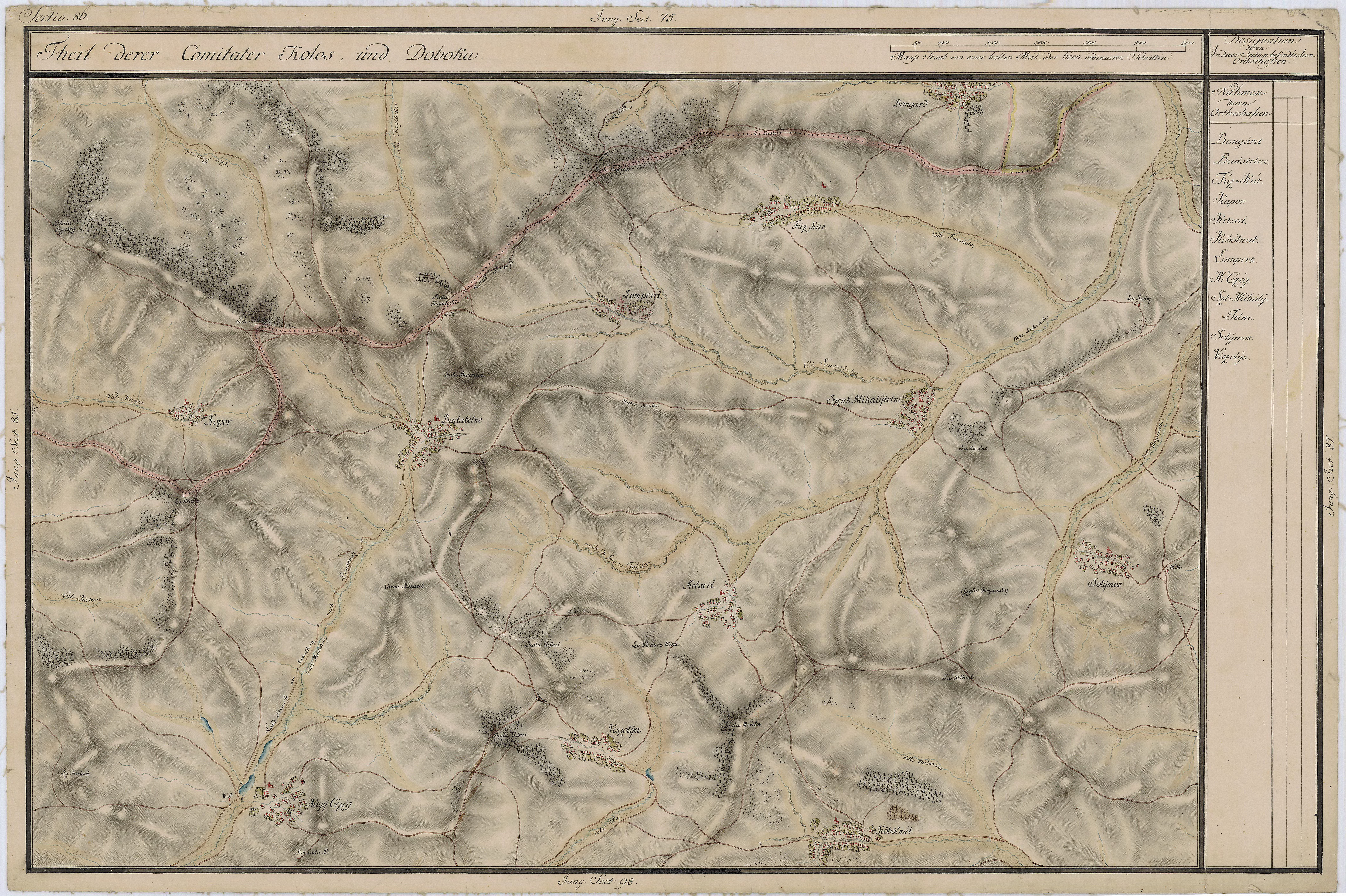
Mezőviszolya. Viszolya egy régi térképen